# Rue Méchain
La rue Méchain est une voie située dans le quartier du Montparnasse du 14e arrondissement de Paris.

## Situation et accès

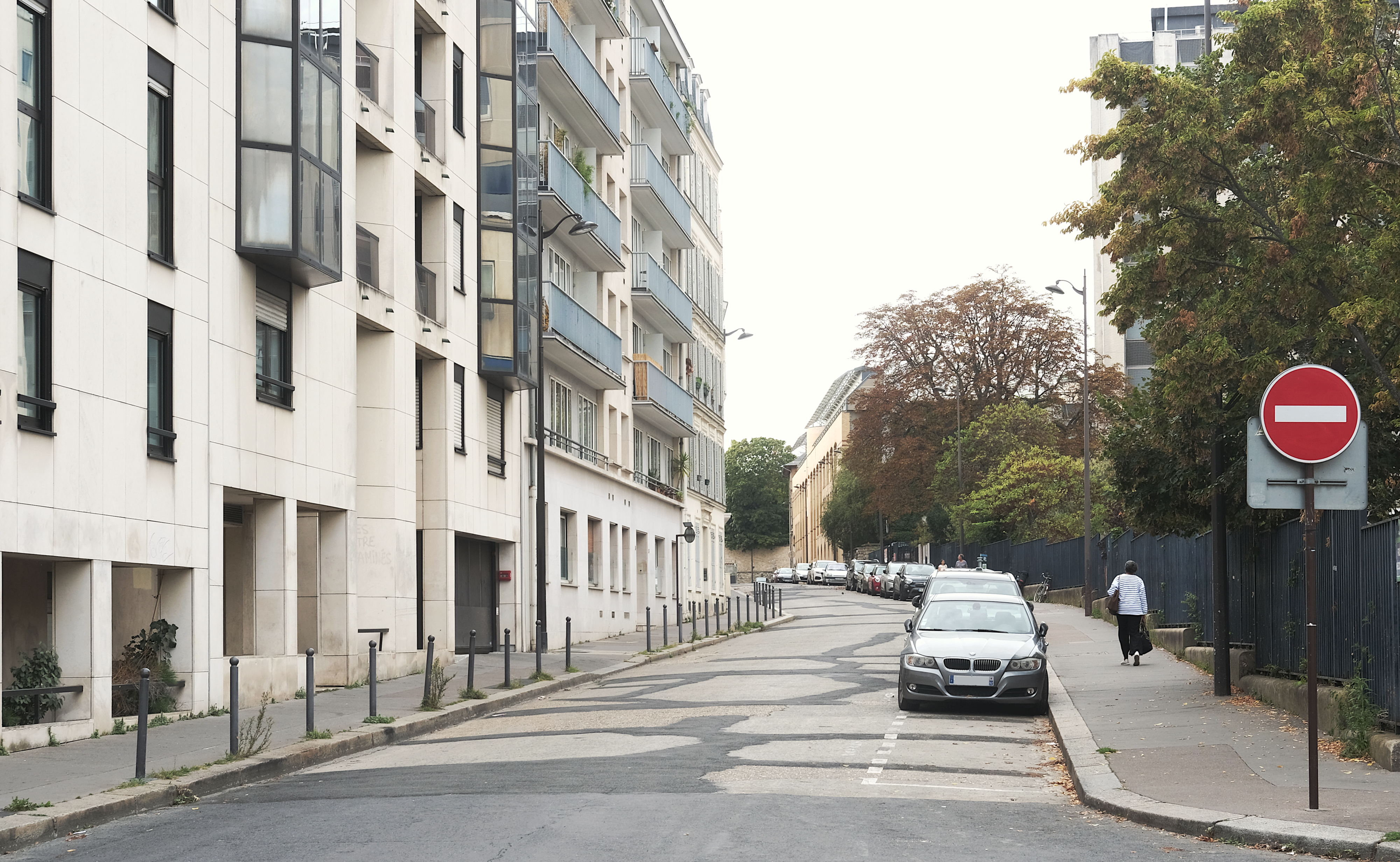
La rue Méchain depuis la rue de la Santé.

La rue Méchain est desservie à proximité par la ligne 6 à la station Saint-Jacques et par la ligne B du RER à la gare de Port-Royal.

## Origine du nom
La voie porte le nom de l'astronome français, Pierre Méchain, qui fit une partie de ses travaux à l'Observatoire de Paris situé au débouché de l'actuelle rue Méchain sur la rue du Faubourg-Saint-Jacques.

## Historique
Cette voie est indiquée sur le plan de Jouvin de Rochefort de 1672 sous le nom de « ruelle des Capucins », à cause du voisinage du noviciat des Capucins, situé boulevard de Port-Royal dont elle formait la limite sud.
Elle prend sa dénomination actuelle en 1806.

## Bâtiments remarquables et lieux de mémoire
- Au no 7, le fond de parcelle accueille un immeuble construit par l'architecte Robert Mallet-Stevens[2]. Inscrit à l'inventaire supplémentaire des monuments historiques par un arrêté du 28 décembre 1984[3], il est le seul immeuble de rapport construit par cet architecte. Bien conservé, il possède un exemple typique des verrières réalisées par Louis Barillet dans le cadre de sa collaboration avec Robert Mallet-Stevens. L'escalier, avec sa rampe hélicoïdale recouverte de mosaïques en pâte de verre noire, est par ailleurs remarquable. La construction en fond de parcelle donnera lieu à une reprise du hall de l'immeuble sur rue afin de coordonner le bâtiment existant sur rue et l'immeuble créé en fond de jardin. Dans ce cadre, les portes d'accès en métal et verre, attribuées à Jean Prouvé, permettent de traverser le hall. L'immeuble conçu et réalisé par Robert Mallet-Stevens accueillait par ailleurs sur deux niveaux l'appartement-atelier de Tamara de Lempicka. Elle y est active au moins jusque dans les années 1950. À cette même adresse vécut également, dans les années 1960, le photographe Gilles Caron ; dans les années 1970, l'historien Robert Mandrou[4], mais également, dans les années 1980, le poète et acteur Philippe Léotard.

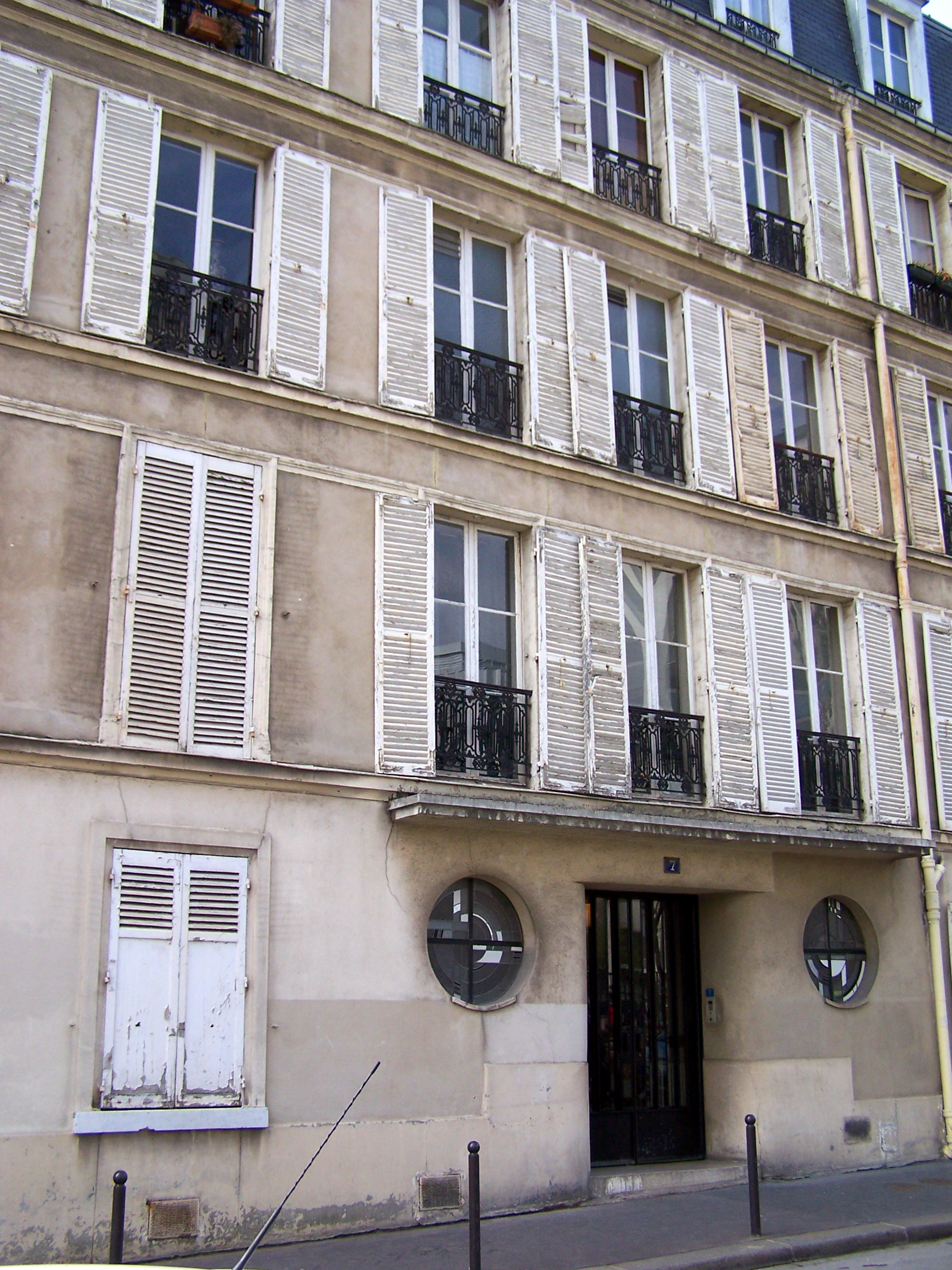
Vue du n°7, le bâtiment sur rue et l'entrée remaniée par Robert Mallet-Stevens.
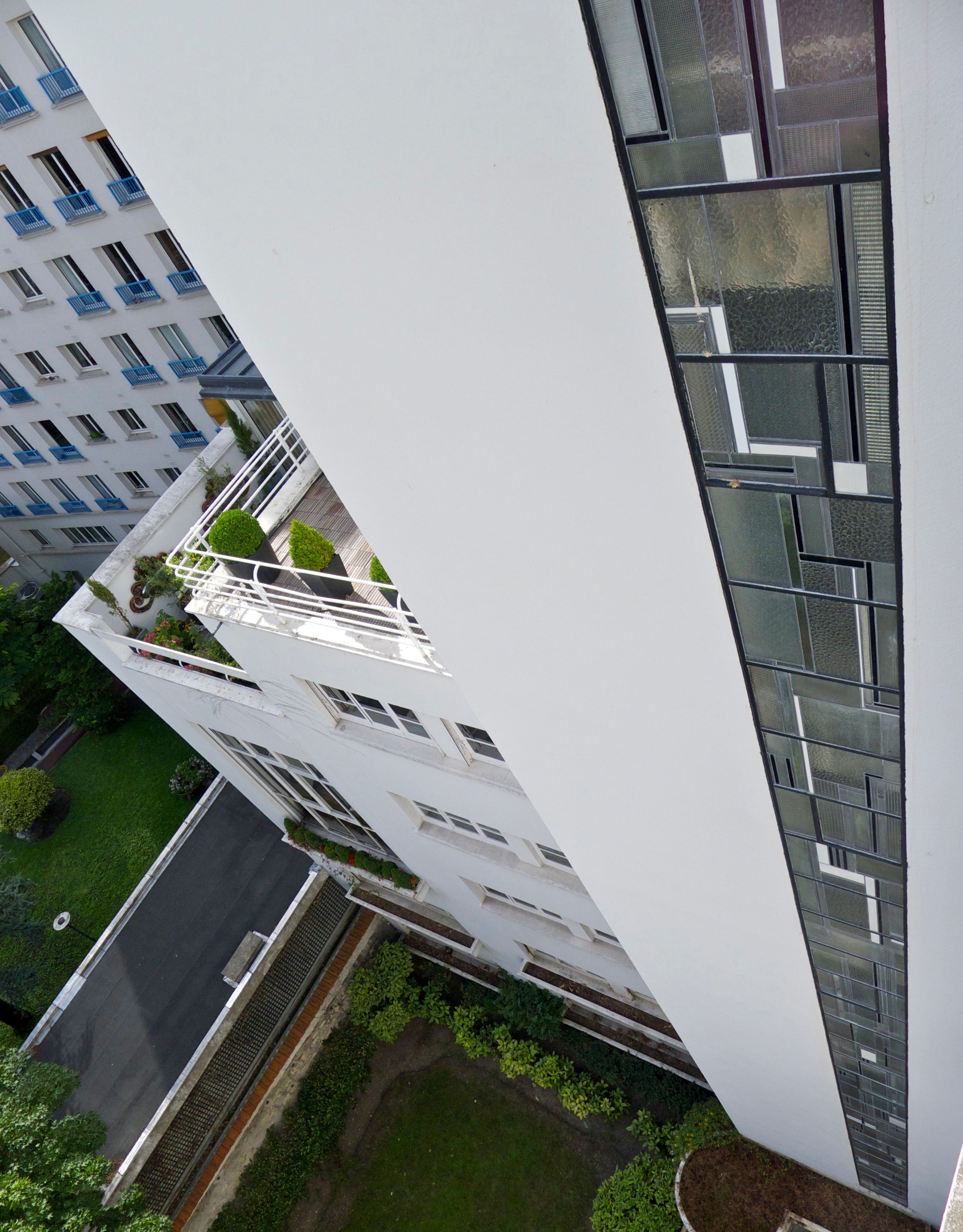
Vue de l'immeuble du no 7 rue Méchain construit par Robert Mallet-Stevens.

- Le no 9 était jusqu'à peu le siège des éditions Fernand Nathan.
- En 1925 s'installe au no 13 l'Imprimerie Union fondée en 1910 par les émigrés russes Volf Chalit et Dimitri Snégaroff[5],[6]. Elle y sera active jusqu'en 1995.
- La maison mère des sœurs de Saint-Joseph de Cluny est située au no 21 depuis 1870.
- L'hôpital Cochin aux nos 8-12 et l'Institut Cochin au no 22 possèdent des accès dans la rue.
- La rue débouche sur la rue du Faubourg-Saint-Jacques à proximité de l'accès à l'hôtel de Massa qui abrite la Société des gens de lettres.
- La voie est sous-minée par une galerie d'exploration des carrières souterraines, confortée par Héricart de Thury.

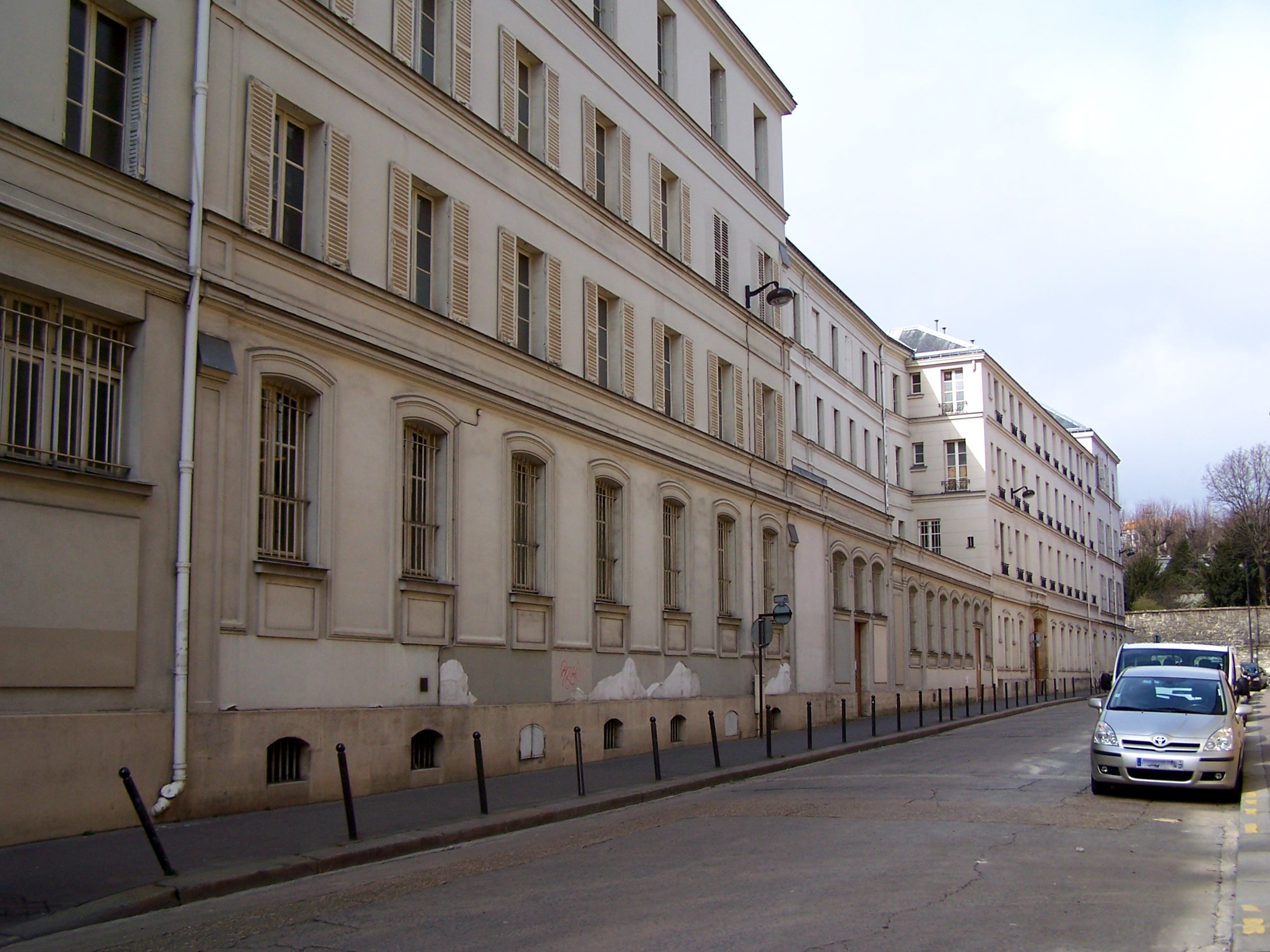
Les bâtiments des sœurs de Saint-Joseph de Cluny.
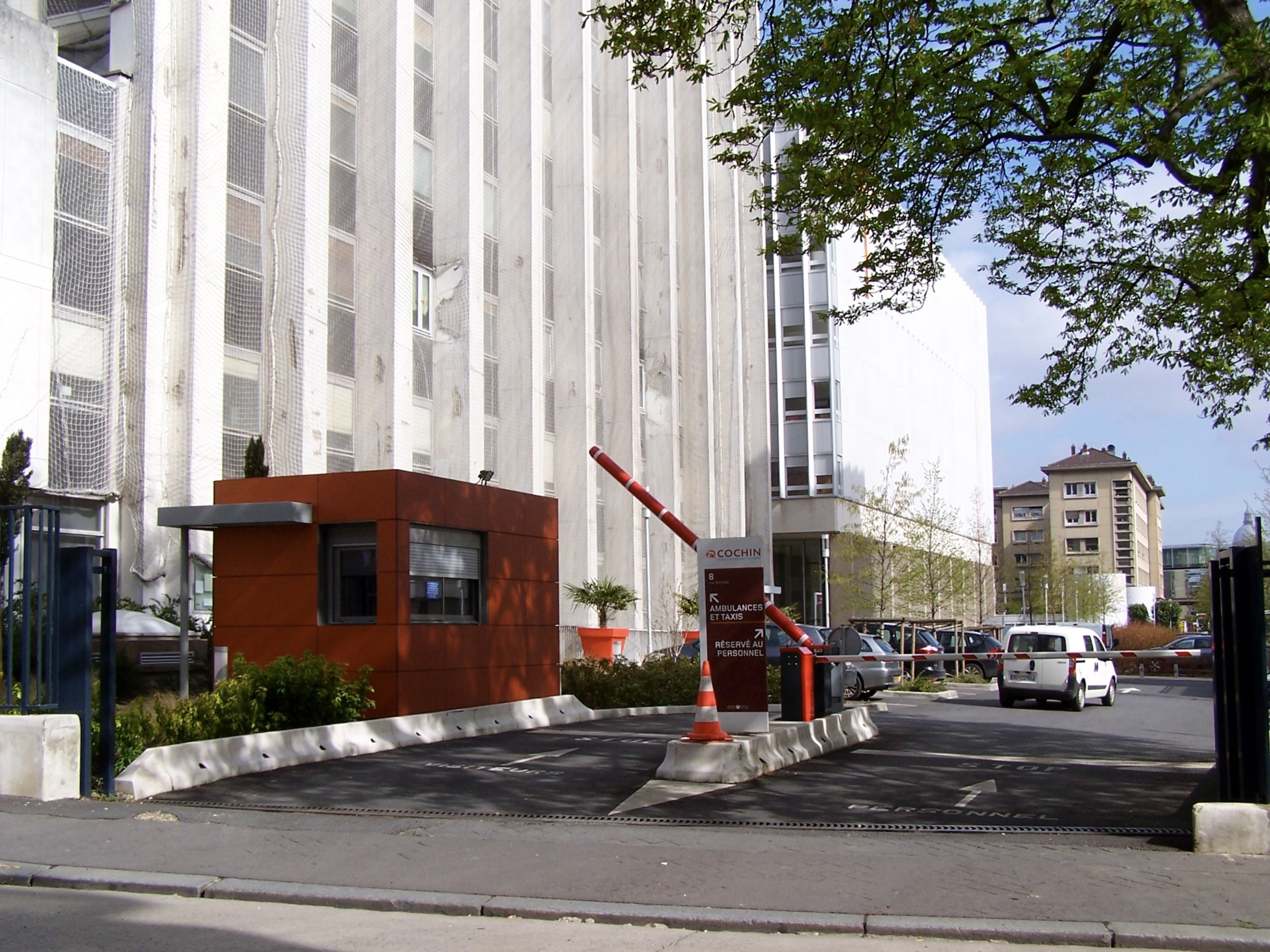
Entrée de l'hôpital Cochin.
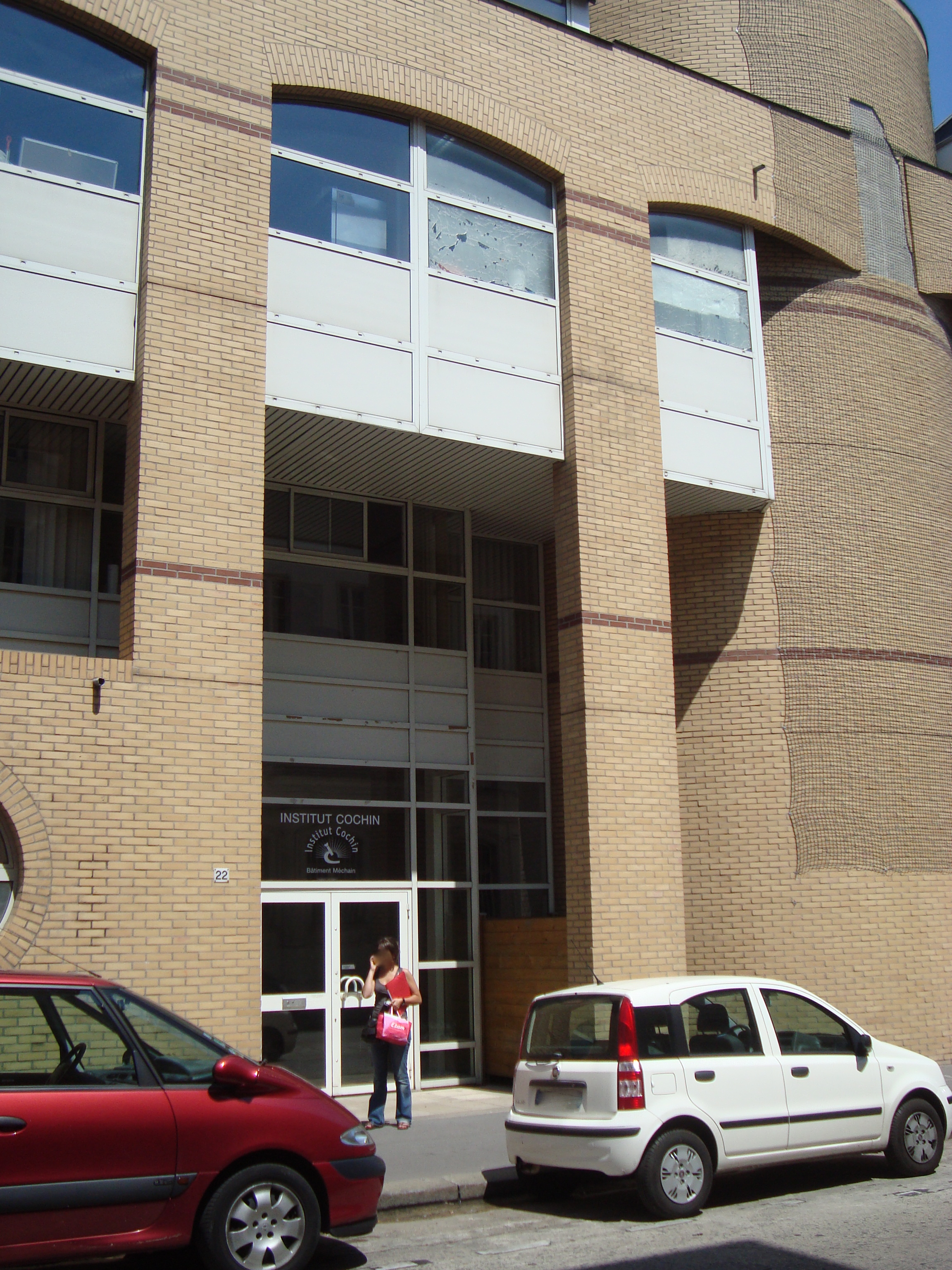
Entrée de l'Institut Cochin au no 22.